# آیرای
آیرای (به یونانی: Αἰραί؛ لاتین:Airai) یک شهر باستانی در ایونیه در ترکیه امروزی است. آیرای جزئی از اتحادیه دلوس بود.